# Thyrosticta ratovosoni
Thyrosticta ratovosoni là một loài bướm đêm thuộc phân họ Arctiinae, họ Erebidae.